# ダブル レインボウ
『ダブル レインボウ』は、2007年10月10日にzetimaから発売された松浦亜弥の4thオリジナル・アルバム。

## 内容
ベスト・アルバム『松浦亜弥ベスト1』、企画アルバム『Naked Songs』のリリースはあったものの、完全なるオリジナル・アルバムは『×3』以来実に3年9か月ぶりのリリースとなる。

## 収録曲
1. 今はレットイットビー [4:52]
作詞：久保田洋司　作曲：BULGE　編曲：BULGE・柳沢英樹
2. HAPPY TO GO! [4:38]
作詞・作曲・編曲：コモリタミノル
3. ソウルメイト [5:10]
作詞：大友民男　作曲・編曲：安岡洋一郎
4. ダブル レインボウ [4:40]
作詞：久保田洋司　作曲・編曲：岡ナオキ
5. blue bird [4:41]
作詞・作曲・編曲：コモリタミノル
6. 風に任せて [4:50]
作詞：久保田洋司　作曲・編曲：柳沢英樹
7. 砂を噛むように…NAMIDA [4:07]
作詞：森村メラ　作曲：Joey Carbone&Kyoko Nitta　編曲：たいせい&小西貴雄
8. 灯台 [4:26]
作詞・作曲・編曲：小林建樹
9. 引越せない気持 [5:03]
作詞：久保田洋司　作曲・編曲：柳沢英樹
10. 女 Day by Day [3:49]
作詞：村井大　作曲・編曲：安岡洋一郎
11. 笑顔 [5:45]
作詞・作曲：谷村有美　編曲：岡ナオキ